# Llinatge
|  | Per a altres significats, vegeu «llinatge (biologia)». |

Llinatge és el vincle existent entre parents per consanguinitat, afinitat o adopció. A les Illes Balears la paraula llinatge és sinònima de cognom. El conjunt d'ascendents i descendents d'una determinada persona s'anomena nissaga.
La veu “llinatge” ve de la llatina linea que significa la descendència o sèrie de descendents en qualsevol família o persona considerada com primer progenitor o tronc comú. D'ella es deriva la paraula “llinagista”, que és qui sap o escriu de llinatges. El terme general, però, és genealogista.
En la genealogia la idea principal és la de progenitor. En la idea complexa expressada per la paraula llinatge la idea principal és la de descendents. S'escriu la genealogia d'una persona quan es vol aclarir quins van ser els seus progenitors. Es parla de llinatge quan el que importa és esbrinar la seva descendència.

Quadre de relacions de parentiu en català.